# Bamra sublimis
Bamra sublimis är en fjärilsart som beskrevs av Felder 1874. Bamra sublimis ingår i släktet Bamra och familjen nattflyn. Inga underarter finns listade i Catalogue of Life.